# 自衛隊インド派遣
自衛隊インド派遣（じえいたいインドはけん）は、インド共和国への国際緊急援助法に基づく自衛隊派遣。

## 概要
2001年1月26日、インド西部でマグニチュード7.7の地震が発生した（インド西部地震）。インド政府の要請を受け日本政府は国際緊急援助隊として自衛隊の派遣を決定し、2月4日に斉藤斗志二防衛庁長官は陸上自衛隊と航空自衛隊に派遣命令を発出した。
輸送機がテント441張と毛布4475枚をインドへ空輸した。

## 部隊
インド国際緊急援助物資支援隊
陸上自衛隊により編成。現地で技術指導を実施。
インド国際緊急援助空輸隊
航空自衛隊により編成。C-130輸送機6機、隊員78名。

## 沿革
- 2001年（平成13年）
  - 2月1日 - 防衛庁長官はインドへの国際緊急援助隊の派遣に係る準備に関する長官指示を発出
  - 2月4日 - 防衛庁長官はインド国際緊急援助物資支援隊の派遣に関する陸上自衛隊一般命令とインド国際緊急援助空輸隊等の派遣に関する航空自衛隊一般命令を発出。空輸隊の輸送機が小牧基地から新東京国際空港へ移動し物資を搭載
  - 2月5日 - 物資を搭載した輸送機が新東京国際空港を出発（経由 那覇 - ウタパオ - デリー）
  - 2月6日 - 輸送機1機がインド空軍ブージ基地に到着
  - 2月7日 - 輸送機5機がインド空軍ブージ基地に到着
  - 2月9日 - 物資支援隊が民間機で帰国
  - 2月11日 - 輸送機が小牧基地に到着